# Konstantinos Tsaldaris

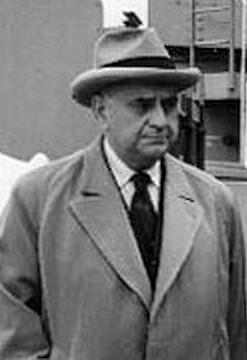
Konstantinos Tsaldaris.

Konstantinos Tsaldaris (Grieks: Κωνσταντίνος Τσαλδάρης; in het Nederlands ook Constantijn Tsaldaris) (Alexandrië, 1 januari 1884 - Athene, 15 november 1970) was een Grieks politicus en premier.

## Levensloop
Tsaldaris studeerde rechten aan de Universiteit van Athene en ook in Berlijn, Londen en Florence. Van 1915 tot 1917 was hij een prefectuurpoliticus. 
In 1926 werd hij verkozen in het Parlement van Griekenland voor de Vrijdenkerspartij van Ioannis Metaxas. In 1928 stapte hij echter over naar de Volkspartij onder leiding van zijn oom Panagis Tsaldaris. Van 1933 tot 1935 was hij in diens kabinet onderminister van Transport en later werd hij ondersecretaris van de eerste minister. Na de dood van zijn oom in 1936 werd Tsaldaris vervolgens lid van de administratieve commissie van de Volkspartij, alhoewel die intussen verboden was door de dictatuur van Ioannis Metaxas.
Na de Griekse Bevrijding richtte hij in 1944 de Volkspartij terug op  en won met de partij de verkiezingen van 1946, waarna hij van 18 april 1946 tot 25 januari 1947 premier van Griekenland was. Na dit kabinet was hij van 1947 tot 1950 vice-premier en minister van Buitenlandse Zaken in de kabinetten van Dimitrios Maximos (1947) , Themistoklis Sophoulis (1947-1949) en Alexandros Diomidis (1949-1950). Van 29 augustus tot 7 november 1947 leidde hij een tweede kabinet. Van 1947 tot 1949 was hij daarnaast het hoofd van de Griekse vertegenwoordiging in de Algemene Vergadering van de Verenigde Naties.
Door de oprichting en machtsgreep van de Griekse Rally (ES) van Alexandros Papagos, verloor de Volkspartij veel aanhang en verloor ze de verkiezingen van 1952. Bij de verkiezingen van 1956 werd Tsaldaris in het parlement verkozen voor de Democratische Unie. In 1958 probeerde hij verkozen te raken voor de Unie van het Volk, maar daar slaagde hij niet in. Kort nadien verliet hij de politiek.
- Bibliothèque nationale de France: cb106245108 (data)
- Gemeinsame Normdatei: 1081915900
- International Standard Name Identifier: 0000 0000 7541 943X
- Library of Congress Control Number: n90654467
- Système universitaire de documentation: 106030086
- Virtual International Authority File: 103649263
- WorldCat: E39PBJcrdRmHxYxQQ67pgfY773